# Allgemeiner Alster-Club / Norddeutscher Ruderer-Bund
Der Allgemeine Alster-Club / Norddeutscher Ruderer-Bund ist ein Ruderclub aus Hamburg. Er wurde 1844 gegründet und ist damit einer der ältesten Ruderclubs aus Hamburg. Das Trainingsgelände befindet sich an der Dove Elbe im Hamburger Stadtteil Allermöhe.

## Geschichte
Auf der Alster wurde am 22. September 1844 erstmals nach englischem Vorbild eine Ruderregatta ausgetragen. Kurz danach, am 12. Oktober, wurde dann der Allgemeine Alster-Club (AAC) gegründet. Der Club bezeichnet sich deshalb selbst als der erste deutsche Regattaverein. Erst im Jahre 1980 schlossen sich die Hamburger Vereine zum Hamburger Landesruderverband zusammen. Ab 1999 wurden schließlich auch internationale Regatten, u. a. der Nations Cup, am dem Trainingsgelände an der Dove Elbe ausgetragen.

## Bekannte Mitglieder
- Horst Meyer (1941–2020), 1968 Olympiasieger im Achter
- Dirk Schreyer (* 1944), 1968 Olympiasieger im Achter